# سباستيان زونيغا
سباستيان زونيغا (بالإسبانية: Sebastián Zúñiga)‏ (21 يونيو 1990 في تشيلي - ) هو مدرب كرة قدم ولاعب كرة قدم تشيلي في مركز الهجوم. لعب مع نادي أونيفرسيداد دي تشيلي وسان لويس دي كويلوتا واتحاد سان فيليبي ‏ ونادي كوبريسال ونادي كوبريلوا.

## وصلات خارجية
- سباستيان زونيغا على موقع قاعدة بيانات كرة القدم.إي يو (الإنجليزية)
- سباستيان زونيغا على موقع Soccerway.com (الإنجليزية)
- سباستيان زونيغا على موقع AS.com (الإسبانية)